# Blindmelken
Beim Maschinenmelken wird der Schließmuskel des Zitzenkanals durch Anlegen eines Vakuums geöffnet. Das geschieht einmal in der Sekunde für etwa 0,4 Sekunden. Fließt in dieser Zeit keine Milch aus der Zitze, spricht man von Blindmelken. Hierbei kann es zu Reizungen der Zitzenkanalhaut kommen, was zu einer Euterentzündung führen kann. Blindmelken kann zu Beginn oder am Ende des Melkvorgangs auftreten.

## Blindmelken zu Beginn des Melkvorgangs
Vor dem Melken ist die Milch im Drüsengewebe des Euters gespeichert, ähnlich einem Schwamm. Durch Massieren des Euters (Anrüsten) schüttet die Kuh das Hormon Oxytocin aus. Dieses Hormon bewirkt Muskelkontraktionen im Eutergewebe und drückt damit die Milch heraus. Wurde nicht ausreichend angerüstet, kann es kurz nach Melkbeginn zu einem Nachlassen des Milchflusses und damit zu Blindmelken kommen.

## Blindmelken am Ende des Melkvorgangs
Besonders häufig kann das Blindmelken bei Melksystemen ohne automatische Abnahmen auftreten, falls der Melker nicht sofort nach Ende der Milchabgabe das Melkzeug abnimmt. Besonders in größeren Melkständen und bei zu vielen Melkzeugen pro Melker im Anbindestall tritt das häufig auf. Aber auch mit einer richtig eingestellten Abnahmeautomatik lässt es sich nicht ausschließen, da die vier Zitzen (Euterviertel) einer Kuh jeweils ein eigenes Drüsengewebe haben und deshalb unterschiedliche Milchmengen liefern. Gegen Ende des Melkvorgangs kommt es dazu, dass einige Viertel schon leergemolken sind, während andere noch Milch geben. Klassische Melkmaschinen melken dann einfach weiter, wobei dem Euter gelegentlich auch Blut entzogen wird. Blindmelken ist hier mit alten Maschinen unvermeidlich, modernere dagegen stellen die einzelnen Melkbecher ab, wenn die entsprechende Zitze leer ist.